# Ochroplutodes sordida
Ochroplutodes sordida là một loài bướm đêm trong họ Geometridae.